# جعفرآباد (فورگ)
جعفرآباد یا لود کوه، روستایی در دهستان فورگ بخش فورگ شهرستان داراب در استان فارس ایران است.

## جمعیت
بر پایه سرشماری عمومی نفوس و مسکن در سال ۱۳۹۵، جمعیت این روستا برابر با ۱۵ نفر (۶ خانوار) بوده است.